# Illintsi
Illintsi (en ukrainien : Іллінці ; en polonais : Ilińce) est une ville de l'oblast de Vinnytsia, en Ukraine. Sa population s'élevait à 11 270 habitants en 2018.

## Géographie
Illintsi est située à 65 km à l'est de Vinnytsia.

## Histoire
Illintsi a reçu le statut de commune urbaine en 1925. Elle a le statut de ville depuis le 1er décembre 1986.
Avant la Seconde Guerre mondiale, la majorité des habitants de la ville sont Juifs (5 000). Les Allemands entrent dans la ville en juillet 1941 et enferment les juifs dans un ghetto peu de temps après. En novembre 1941, 43 juifs sont assassinés par des policiers ukrainiens. Le 24 avril 1942, environ 1 000 juifs de la ville et des villages voisins sont tués lors d'une exécution de masse. 700 autres seront tués en mai 1942. En décembre 1942, les juifs restants sont déportés vers un camp de travail et le ghetto est détruit.

## Population
Recensements (*) ou estimations de la population :
| 1923* | 1926*  | 1959* | 1970* | 1979* |
| ----- | ------ | ----- | ----- | ----- |
| 6 185 | 11 559 | 2 193 | 3 479 | 4 054 |

| 1989*  | 2001*  | 2012   | 2013   | 2014   |
| ------ | ------ | ------ | ------ | ------ |
| 10 563 | 11 186 | 11 351 | 11 366 | 11 360 |

## Jumelages
- Włoszczowa (Pologne) depuis 2005
- Edineț (Moldavie) depuis 2013
- Smižany (Slovaquie) depuis 2017